# 1939 w sztukach plastycznych
Wydarzenia w sztukach plastycznych i wizualnych w 1939 roku.

## Malarstwo
- Salvador Dalí

Zagadka Hitlera
- Edward Hopper

Nowojorskie kino – olej na płótnie
Wieczór na Cape Cod – olej na płótnie
- Frida Kahlo

Dwie Fridy
- Max Ernst

Ubieranie poślubionej

## Rysunek
- Stanisław Ignacy Witkiewicz

Kompozycja astronomiczna – Kot – pastel na papierze, 50x65
Portret podwójny Heleny Lisińskiej i Jana Gadomskiego – pastel na papierze, 65,7x96

## Grafika
- Maurits Cornelis Escher

Dzień i noc – drzeworyt langowy
Niebo i woda I – drzeworyt langowy
Niebo i woda II – drzeworyt langowy

## Urodzeni
- 20 lutego – Józef Robakowski, polski artysta multimedialny
- 15 maja – Stanisław Dróżdż (zm. 2009), twórca poezji konkretnej
- 22 lipca – Krzysztof Zarębski, polski performer
- 3 sierpnia – Andrzej Dłużniewski (zm. 2012), polski malarz, rysownik, grafik, fotograf, performer, pisarz
- 14 sierpnia – Andrzej Lachowicz (zm. 2015), polski artysta multimedialny, teoretyk sztuki, członek grupy Permafo
- Antoni Mikołajczyk (zm. 2000), polski artysta multimedialny